# سونلینا ۱۵۲۵
سیارک ۱۵۲۵ (به انگلیسی: 1525 Savonlinna، نامگذاری:1939SC) هزار و پانصد و بیست و پنجمین سیارک کشف شده‌است که در ۱۸ سپتامبر ۱۹۳۹ کشف شد.
قدر مطلق سیارک برابر ۱۲٫۴۰ است.